# ماجراهای بارون مایچوزن
ماجراهای بارون مونشاوزِن (به انگلیسی: The Adventures of Baron Munchausen) فیلمی ماجراجویی، فانتزی و کمدی محصول سال ۱۹۸۸ به کارگردانی تری گیلیام است. در این فیلم بازیگرانی همچون جان نویل، جاناتان پرایس، سارا پلی، الیور رید، اوما تورمن، بیل پترسون، رابین ویلیامز، آلیسون استدمن، دون هندرسون، والنتینا کورتس، پیتر جفری، تری گیلیام، رِی کوپر و استینگایفای نقش کرده‌اند.